# Немања Тодоровић
Немања Тодоровић (Чачак, 23. април 1991) српски је кошаркаш. Игра на позицији крилног центра, а тренутно наступа за Чачак 94. 

## Биографија
Тодоровић је каријеру започео у кошаркашком клубу Младост из Чачка. Прошао је све млађе категорије тог клуба, а у току сезоне 2009/10. био је члан сениорског тима. Лета 2010. прешао је у Борац Чачак, за који је успешно наступао закључно са сезоном 2012/13. У сезони 2013/14. играо је за Константин из Ниша, да би се 2014/15. преселио у Ваљево и екипу Металца. Сезону 2015/16. почео је у Игокеи, али се већ у децембру 2015. вратио у Металац. У сезонама 2016/17. и 2017/18. поново је био играч чачанског Борца. У сезони 2018/19. је наступао за Ловћен, након чега се вратио у Борац. У јулу 2024. прешао је у Чачак 94.